# Klacktjärnen (Järna socken, Dalarna, 670968-141172)
Klacktjärnen är en sjö i Vansbro kommun i Dalarna och ingår i Dalälvens huvudavrinningsområde. Sjön har en area på 0,0723 kvadratkilometer och ligger 242,4 meter över havet. Sjön avvattnas av vattendraget Lerbäcken.

## Delavrinningsområde
Klacktjärnen ingår i det delavrinningsområde (671003-141132) som SMHI kallar för Mynnar i Västerdalälvens vattendragsyta. Medelhöjden är 252 meter över havet och ytan är 5,37 kvadratkilometer. Det finns inga avrinningsområden uppströms utan avrinningsområdet är högsta punkten. Lerbäcken som avvattnar avrinningsområdet har biflödesordning 3, vilket innebär att vattnet flödar genom totalt 3 vattendrag innan det når havet efter 321 kilometer. Avrinningsområdet består mestadels av skog (58 procent) och sankmarker (35 procent). Avrinningsområdet har 0,3 kvadratkilometer vattenytor vilket ger det en sjöprocent på 5,6 procent.